# ازدرافکو-چیرو کوواچیچ

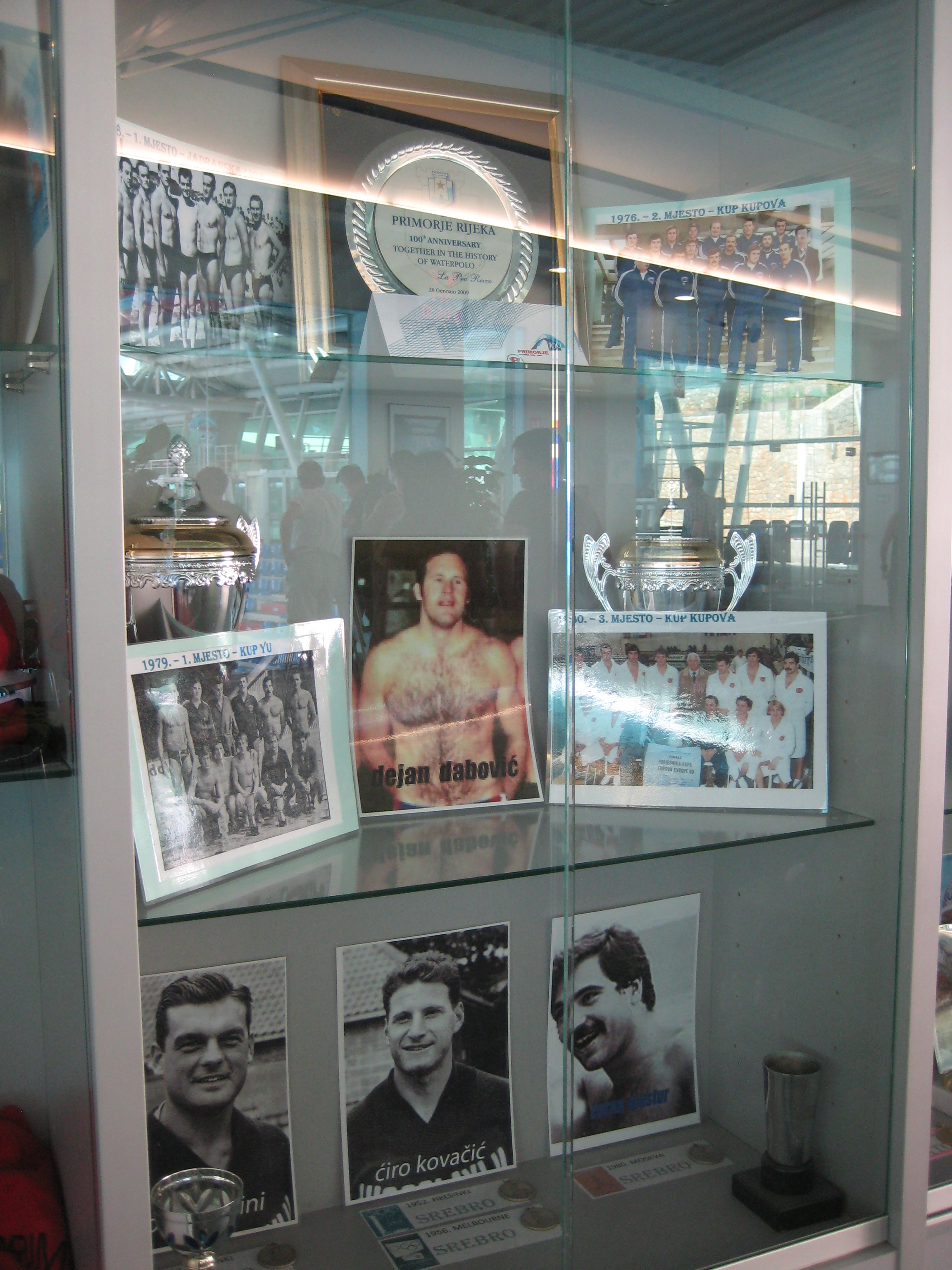
چیرو کوواچیچ در قسمت وسط پایین تصویر

ازدرافکو-چیرو کوواچیچ (انگلیسی: Zdravko-Ćiro Kovačić؛ ۶ ژوئیه ۱۹۲۵ – ۱ آوریل ۲۰۱۵) بازیکن واترپلو اهل یوگسلاوی بود.